# Смигель (гмина)
Сми́гель (пол. Śmigiel) — гмина (уезд) в Польше, входит как административная единица в Косьцянский повет, Великопольское воеводство. Население — 17 524 человека (на 2008 год).

## Соседние гмины
1. Гмина Велихово
2. Гмина Влошаковице
3. Гмина Каменец
4. Гмина Косьцян
5. Гмина Кшивинь
6. Гмина Липно
7. Гмина Осечна
8. Гмина Пшемент